# روث د. هاينز
روث د. هاينز (بالإنجليزية: Ruth D Hines)‏ هي أكاديمية أسترالية، ولدت في 1951.